# Anna Eriksdotter
Anna Eriksdotter, nota anche come Anna Ersdotter, soprannominata Sotpackan (strega fuliggine) (Bollnäs, 1624 – Eskilstuna, 15 giugno 1704), è stata l'ultima donna ad essere uccisa per stregoneria in Svezia.

## Biografia
Le notizie che abbiamo su questa persona sono quelle che vertono attorno ai suoi presunti atti di stregoneria. Sappiamo solo che nel 1680 con il marito soldato si trasferì nel villaggio di Lista Skomakarbacken. Come molte donne del suo tempo, ha svolto mansioni di guaritrice ed in particolare per ferite emorragiche e cure agli animali. Grazie a questa dote le dettero il soprannome di "Sotpackan" e iniziarono a girare voci secondo cui avesse "relazioni" con Satana. In seguito, prestò servizio come domestica nell'abitazione del vicario del villaggio, il quale però, venuto a conoscenza dei pettegolezzi su di lei, la licenziò.
Nel 1704 Eriksdotter fu arrestata e imprigionata a Eskilstuna. L'accusa da parte del contadino Nils Jonsson era di avergli causato cecità, mutismo  e sordità attraverso la stregoneria. Secondo il raccondo di Jonsson, il motivo sarebbe stato quello di non averle dato del tabacco, mentre le aveva offerto delle salsicce, una torta e della lana. Tempo dopo Eriksdotter aveva parlato con la vedova Karin. Lei affermò di aver sentito un soffio d'aria sulla guancia, aria così fredda che il suo viso si congelò, che l'acqua le uscì dall'orecchio destro e che anche la bocca fu storpiata. Il sospetto di Karin fu che Anna le avesse lanciato uno dei suoi malefici così la mandò a chiamare perché rimuovesse la maledizione. Infatti, dopo che Eriksdotter acconsentì, lei si sentì meglio. I testimoni presenti al fatto testimoniarono che quanto affermato corrispondeva a verità.
Eriksdotter stessa confermò liberamente, sembra, tutta la storia senza che venisse torturata. Affermò l'incantesimo su Jonsson, reo di essersi comportato in modo "alquanto disgustoso" nei suoi confronti e anche perché non le aveva dato un po' di tabacco. Aggiunse che maledì il vicario perché l'aveva licenziata costringendola così a chiedere l'elemosina. Disse di aver creato dei lupi suonando un corno insieme a Satana e che fin da bambina era stata al servizio del diavolo, quando sua madre aveva unto un vitello con dell'unguento. Con la madre sul vitello volò fino all'isola leggendaria di Blockula, dove Satana teneva i suoi rituali Sabba, e aggiunse che anche suo padre, fratelli e sorelle erano stati "contaminati".
Ormai molto anziana, rimpianse di aver servito Satana per paura di andare all'inferno dopo la morte, dichiarò di pentirsi, al di là del perdono e di sapere che sarebbe stata giustiziata. Nel corso della prigionia venne raccontata come una vecchia donna  piena di rimorsi, "molto devota nelle sue preghiere e invocazioni". Il tribunale locale la giudicò colpevole di stregoneria sulla base della confessione condannandola a morte. Nonostante la Corte d'Appello ritenne che fosse confusa e volesse perdonarla e l'alta corte nazionale raccomandò al re di risparmiarle la pena di morte, dandole una punizione minore trattandosi di una "vecchia e confusa [...] che parla di cose che non possono essere altro che illusioni" ed fosse piena di "folle immaginazione", il monarca Carlo XII di Svezia confermò la condanna a morte. Eriksdotter fu uccisa per decapitazione con una bila, una specie da ascia o scure dal boia. La pena di morte per stregoneria in Svezia fu abolita nel 1734.
L'ultimo processo alle streghe ebbe luogo nella Contea di Dalarna nel 1757, dove tredici donne e cinque uomini furono accusati del rapimento di bambini per un sabba delle streghe. Il governatore Pehr Ekman, dopo averli arrestati, ordinò che fossero interrogati e torturati. La contessa Catherine Charlotte De la Gardie, già attiva per la vaccinazione contro il vaiolo, seppe di questa vicenda nel corso di un viaggio a Dalarna nel 1758. Informò le autorità della capitale, fermando così il processo. C'era di mezzo la Chiesa e quando la notizia si sparse in Svezia fu uno scandalo. Formalmente i processi per stregoneria erano ancora legali nel paese, ma la legge non veniva applicata da oltre cinquant'anni poiché veniva considerata ormai superata. Il Parlamento avviò una indagine, gli accusati furono liberati e il governatore Ekman, che aveva accettato le accuse di stregoneria e aveva consentito la tortura, fu condannato al carcere. La legge sulla stregoneria fu definitivamente abolita in Svezia nel 1779.